# Laponia sueca
Laponia (en sueco: Lappland) es una provincia histórica en el extremo norte de Suecia. Posee fronteras con Noruega y Finlandia, además de lindar con las provincias suecas de Jemtia, Angermania, Vestrobotnia y Norbotnia. Aproximadamente un cuarto de la superficie de Suecia corresponde a Laponia.

## Administración

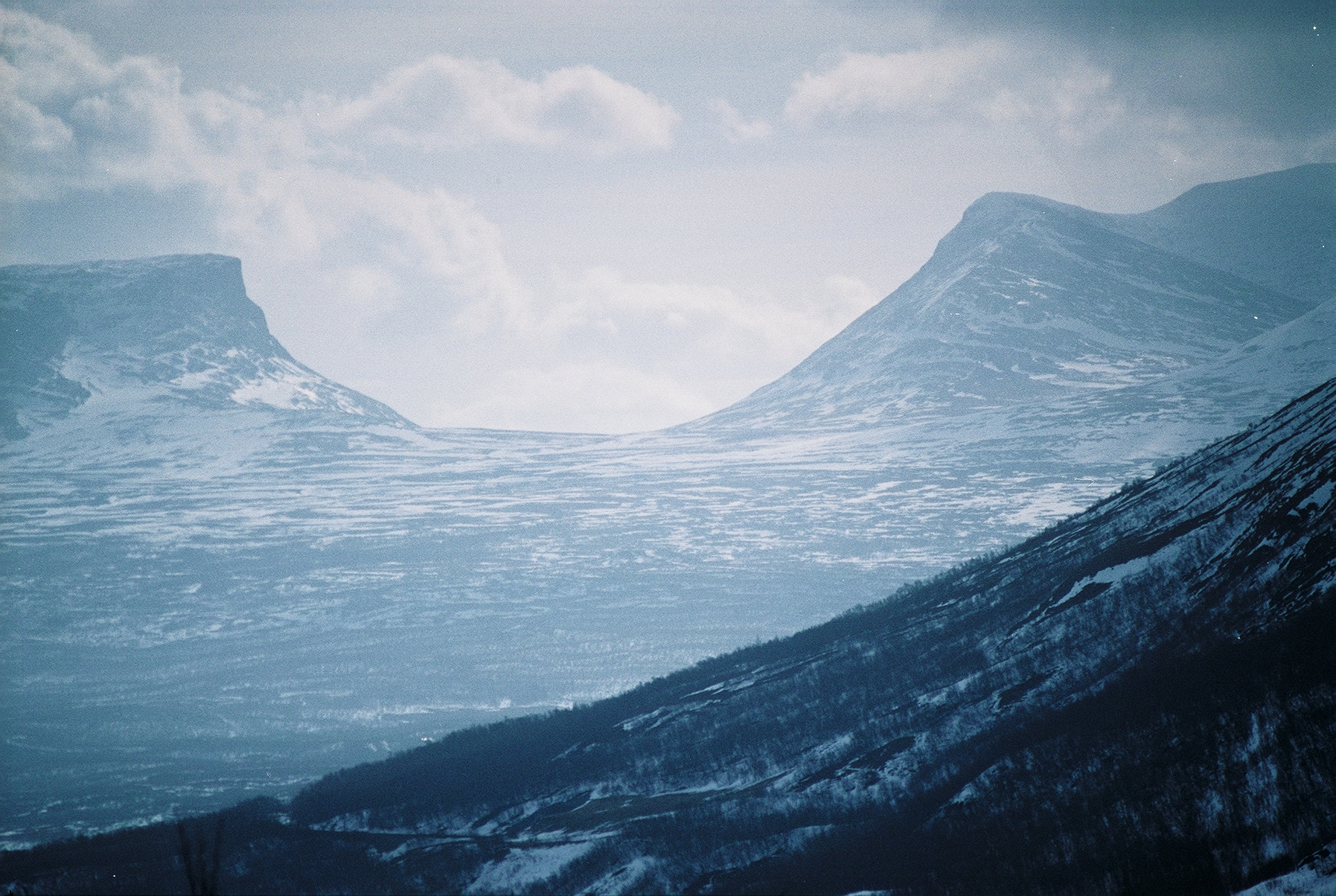
El paso de Lapporten.

Las provincias tradicionales de Suecia no poseen ninguna entidad administrativa o política, solo son entidades culturales e históricas. Desde un punto de vista administrativo Laponia constituye la parte oeste de dos provincias suecas actuales, la provincia de Norrbotten en el norte y la provincia de Västerbotten en el sur. A diferencia de otras zonas de Suecia la población tiende a identificarse con los provincias administrativas en lugar de con las provincias históricas. Por lo tanto la mayoría de los habitantes de estas dos provincias hacen referencia a toda la provincia incluyendo Laponia cuando se refieren a Norbotnia o Vestrobotnia.

## Población
La ciudad más grande de la Laponia sueca es Kiruna, con 23.099 habitantes. La población total actual de la Laponia sueca es de 109.702 habitantes. La provincia histórica de Lapland en su máxima extensión actualmente tiene 125.151 habitantes.

## Parques nacionales

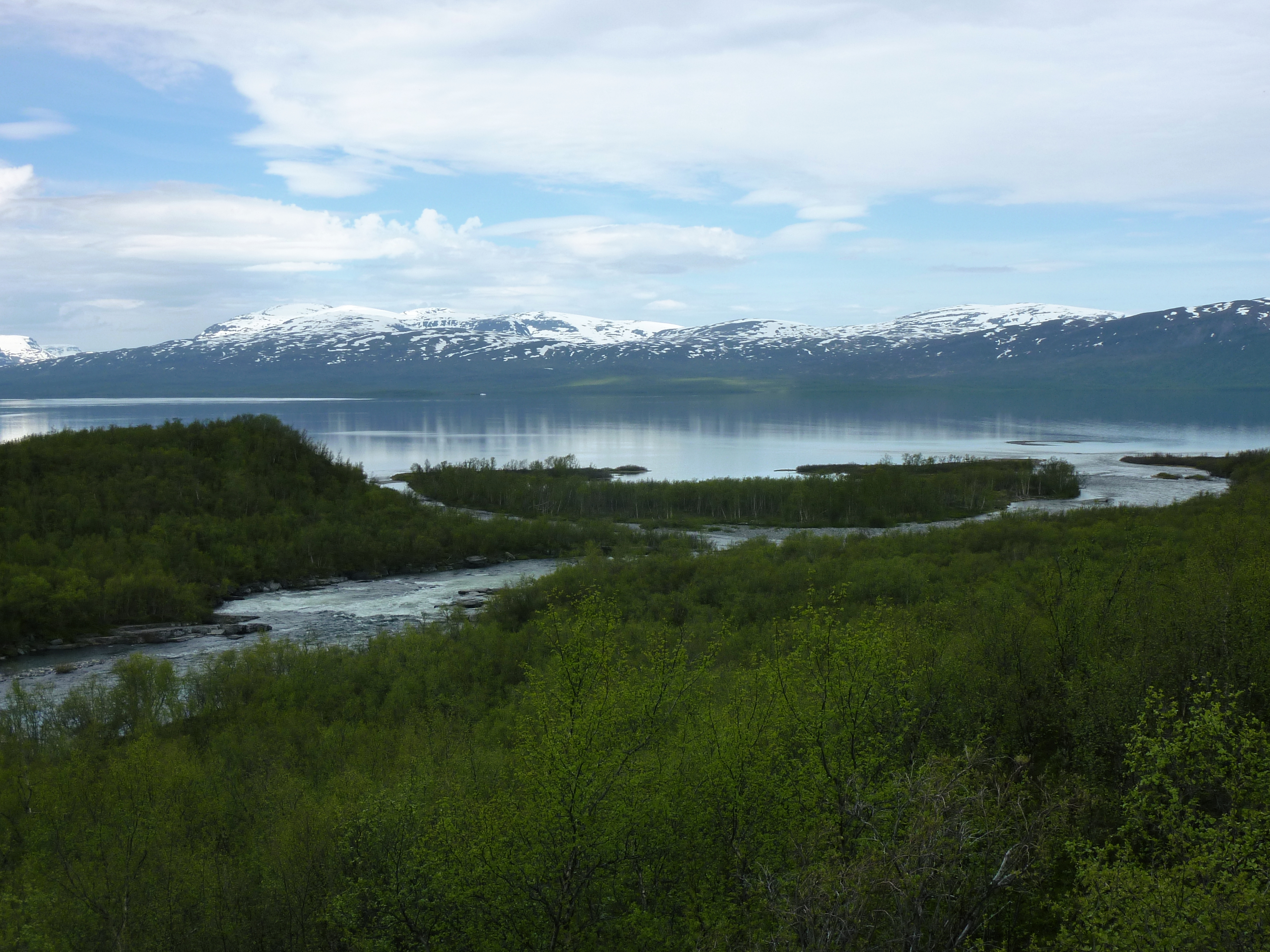
Río Abiskojåkka y lago Torneträsk.

Laponia es un territorio con baja densidad de población y con amplias zonas naturales, entre las que destacan los parques nacionales:
- Abisko
- Björnlandet
- Muddus
- Padjelanta
- Sarek
- Stora Sjöfallet
- Vadvetjåkka

## Historia

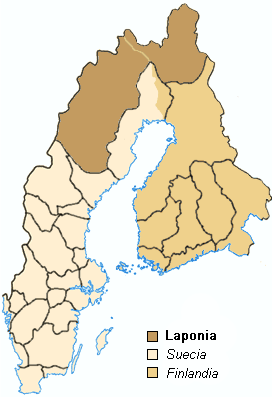
Extensión de la provincia histórica de Laponia hasta 1809.

La historia de Laponia se encuentra fuertemente asociada con las provincias históricas de Norbotnia y Vestrobotnia. Durante la Edad Media, Laponia y Norrbotten eran básicamente una tierra de nadie. La zona estaba escasamente poblada por el pueblo sami o lapón, de naturaleza nómada, pero la población de la región fue aumentando de la mano de asentamientos de pobladores de origen sueco, finlandés y noruego, especialmente a lo largo de sus costas y ríos. A partir de la Edad Media los reyes suecos intentaron colonizar y cristianizar la zona utilizando colonizadores de lo que actualmente es Finlandia y el sur de Suecia. Actualmente, aunque existe una importante asimilación con la cultura sueca, las minorías finlandesas y sami continúan manteniendo sus culturas e identidades.
Antiguamente la Laponia sueca se extendía hacia el este. Sin embargo en 1809 el Imperio ruso se anexó la porción este de la zona bajo control sueco, y creó el Gran Ducado de Finlandia, con lo que se dividió Laponia en una zona sueca y una zona finlandesa. Al contrario de la sueca la región finlandesa ha seguido siendo una entidad administrativa, aunque ésta incluye zonas que no estaban en la provincia histórica.
Los recursos naturales de Laponia y las provincias vecinas (hidroelectricidad, madera y minerales) desempeñaron un rol importante durante la industrialización de Suecia. Aún hoy, la minería, la explotación forestal y la hidroelectricidad constituyen la columna vertebral de la economía local, junto con el empleo en servicios municipales. El desempleo ha sido relativamente elevado durante varias décadas y un porcentaje importante de la población joven ha emigrado hacia los grandes centros poblados en la costa o el sur de Suecia.

## Cultura
- Destaca la cultura del pueblo nativo de la zona, los lapones.
- El movimiento laestadiano de naturaleza luterana conservadora es muy prominente en la zona.
- Laponia se menciona en la novela Moby Dick escrita por Herman Melville en un capítulo titulado "La blancura de la Ballena".